# Segno
У музици segno (итал. segno, читај: сењо, од латинског signum) значи знак за обележавање почетка понављања које свирач или певач мора да изврши. Знак се пише изнад линијског система.
За то се употребљавају следећи знаци (тзв. сења):      или      или    .
Скраћеница или абревијатура D.S. (итал. dal segno, читај: дал сењо) се користи као навигациони маркер за понављање — од знака. 
Доњи нотни пример речено илустрије. Свира се од почетка до скраћенице D.S. (dal segno = од знака), што музичара наводи да се врати на такт изнад којег се налази знак  и од тог знака (тј. од тог такта) нотни текст се понавља-свира до краја. 

Скраћеница D.S. може бити праћена следећим изразима:
1. al fine (читај: ал фине) — до краја
2. al coda (читај: ал кода) — до коде